# Egy rém fura család
Az Egy rém fura család (eredeti cím: The New Normal) egy amerikai komédia sorozat, amit az NBC adott le 2012. szeptember 10-e és 2013. április 2-a között. A sorozat alkotói Ryan Murphy és Ali Adler. A sorozat egy meleg párról szól, akik elhatározzák, hogy gyerekük lesz. Ehhez felkérnek egy béranyát, aki 9 éves lányával együtt beköltözik otthonukba. 2012. október 2-án az NBC berendelte a teljes szezont, 22 részt. Magyarországon az RTL Klub mutatta be 2016. június 23-án.
2013. május 11-én hivatalosan is elkaszálták az Egy rém fura családot.

## Cselekmény
Bryan és David, meleg párként élik boldogan életüket Los Angeles-ben, karrierjük sikeres. Az egyetlen dolog, amit a kapcsolatukból hiányolnak az egy baba. Így összetalálkoznak Goldie Clemmons-sal, egy egyedülálló anyával, aki pincérnőként dolgozott Ohio-ban. Goldie elhagyja házasságtörő férjét és Los Angeles-be költözik 9 éves lányával, Shania-val együtt, hogy otthagyják korábbi életüket és újrakezdjenek. Jane, Goldie konzervatív nagymamája követi őket a városba. Goldie elhatározza, hogy Bryan és David béranyja lesz és természetesen a családja egybeolvad.

## Szereplők
| Szereplő                 | Színész         | Magyar hang      |
| ------------------------ | --------------- | ---------------- |
| David Bartholomew Sawyer | Justin Bartha   | Hevér Gábor      |
| Bryan Collins            | Andrew Rannells | Markovics Tamás  |
| Goldie Clemmons          | Georgia King    | Csifó Dorina     |
| Shania Clemmons          | Bebe Wood       | Szűcs Anna Viola |
| Rocky Rhoades            | NeNe Leakes     | Sági Tímea       |
| Jane Forrest             | Ellen Barkin    | Kovács Nóra      |

## Epizódok
| Sor. | Év. | Cím                                            | Rendező         | Író                           | Premier                               | Nézettség   |
| ---- | --- | ---------------------------------------------- | --------------- | ----------------------------- | ------------------------------------- | ----------- |
| 1.   | 1.  | Gyereket akarok! (Pilot)                       | Ryan Murphy     | Ryan Murphy & Ali Adler       | 2012. szeptember 10. 2016. június 23. | 6,88 millió |
| 2.   | 2.  | A béranya (Sofa's Choice)                      | Ryan Murphy     | Ryan Murphy & Ali Adler       | 2012. szeptember 11. 2016. június 24. | 6,96 millió |
| 3.   | 3.  | Babaruhák (Baby Clothes)                       | Ryan Murphy     | Ryan Murphy                   | 2012. szeptember 18. 2016. június 27. | 6,08 millió |
| 4.   | 4.  | Obama mama (Obama Mama)                        | Scott Ellis     | Ali Adler                     | 2012. szeptember 25. 2016. június 28. | 5,09 millió |
| 5.   | 5.  | Nagymama leszel! (Nanagasm)                    | Miguel Arteta   | Adam Barr                     | 2012. október 2. 2016. június 29.     | 4,50 millió |
| 6.   | 6.  | Játékesküvő (Bryanzilla)                       | Ryan Murphy     | Mark Kunerth                  | 2012. október 9. 2016. június 30.     | 4,86 millió |
| 7.   | 7.  | Keresztszülő kerestetik (The Godparent Trap)   | Miguel Arteta   | Mike Scully                   | 2012. október 23. 2016. július 1.     | 4,33 millió |
| 8.   | 8.  | Kütyütlenítés (Unplugged)                      | Max Winkler     | Aaron Lee                     | 2012. november 13. 2016. július 4.    | 4,66 millió |
| 9.   | 9.  | Pulykamentő csapat (Pardon Me)                 | Max Winkler     | Moshe Kasher                  | 2012. november 20. 2016. július 5.    | 4,29 millió |
| 10.  | 10. | Nem akarjuk tudni! (The XY Factor)             | Elodie Keene    | Erin Foster                   | 2012. november 27. 2016. július 6.    | 4,04 millió |
| 11.  | 11. | Bababiztos kégli (Baby Proofing)               | Max Winkler     | Robert Sudduth                | 2012. december 4. 2016. július 7.     | 4,55 millió |
| 12.  | 12. | A béranyánkat soha! (The Goldie Rush)          | Elodie Keene    | Ryan Murphy                   | 2013. január 8. 2016. július 8.       | 3,23 millió |
| 13.  | 13. | Főállású apák (Stay-at-Home Dad)               | Bradley Buecker | Ali Adler                     | 2013. január 15. 2016. július 11.     | 3,33 millió |
| 14.  | 14. | A nagy teszt (Gaydar)                          | Elodie Keene    | Adam Barr                     | 2013. január 22. 2016. július 12.     | 3,28 millió |
| 15.  | 15. | Kismama flash mob (Dairy Queen)                | Bradley Buecker | Mark Kunerth                  | 2013. január 29. 2016. július 13.     | 3,08 millió |
| 16.  | 16. | Kutyaszülő (Dog Children)                      | Wendey Stanzler | Mike Scully                   | 2013. február 19. 2016. július 14.    | 2,80 millió |
| 17.  | 17. | Babaváró parti (Rocky Bye Baby)                | Paris Barclay   | Karey Dornetto                | 2013. február 26. 2016. július 15.    | 2,62 millió |
| 18.  | 18. | Rendhagyó halloween (Para-New Normal Activity) | Burr Steers     | Karey Dornetto                | 2013. március 5. 2016. július 18.     | 2,44 millió |
| 19.  | 19. | Mindjárt szülünk (Blood, Sweat and Fears)      | Elodie Keene    | Aaron Lee                     | 2013. március 19. 2016. július 19.    | 2,10 millió |
| 20.  | 20. | Cserkész leszek (About a Boy Scout)            | Scott Ellis     | Mark Kunerth & Karey Dornetto | 2013. március 26. 2016. július 20.    | 3,32 millió |
| 21.  | 21. | Minek nevezzelek? (Finding Name-O)             | Elodie Keene    | Aaron Lee & Adam Barr         | 2013. április 2. 2016. július 21.     | 4,46 millió |
| 22.  | 22. | Nagy nap, sok zűrrel (The Big Day)             | Max Winkler     | Ali Adler & Ryan Murphy       | 2013. április 2. 2016. július 22.     | 3,39 millió |